# Die Lebensstufen
Die Lebensstufen ist ein allegorisches Gemälde des Malers Caspar David Friedrich.

## Beschreibung
Das Bild zeigt drei nähere und zwei fernere Segelschiffe, die sich in der Abenddämmerung dem Ufer nähern. Auf dem größten Schiff im Vordergrund wurde bereits damit begonnen, die Segel zu reffen, obgleich die Top-Segel noch in der leichten achterlichen Brise Richtung Ufer schieben. Zwei kleinere Segelboote sind trotz der Ufernähe noch voll aufgetakelt und nähern sich dem steinigen und flachen Strand. Auf der Böschung befindet sich eine Gruppe von fünf Menschen, die an ihrer Kleidung als Stadtleute auszumachen sind.
Die Gruppe bildet einen Halbkreis, an dessen entferntester Stelle sich die Kinder befinden; links von ihnen steht ein jüngerer Mann und rechts sitzt eine junge Frau, die wie die Kinder sommerlich gekleidet ist. Ganz links und etwas abseits von der Gruppe stützt sich ein alter, in einen dicken Mantel und Pelzmütze gekleideter Mann auf einen Stock; der jüngere Mann scheint ihn zur Gruppe zu winken.
In der Mitte der Vierergruppe aus zwei Erwachsenen und zwei Kindern sitzt ein Junge, der ein schwedisches Fähnchen hochhält, während ein Mädchen danach greift. Rechts neben ihnen sitzt eine junge Frau, die sich den beiden Kindern zuneigt und die rechte Hand zu einer (mahnenden?) Geste erhoben hat.

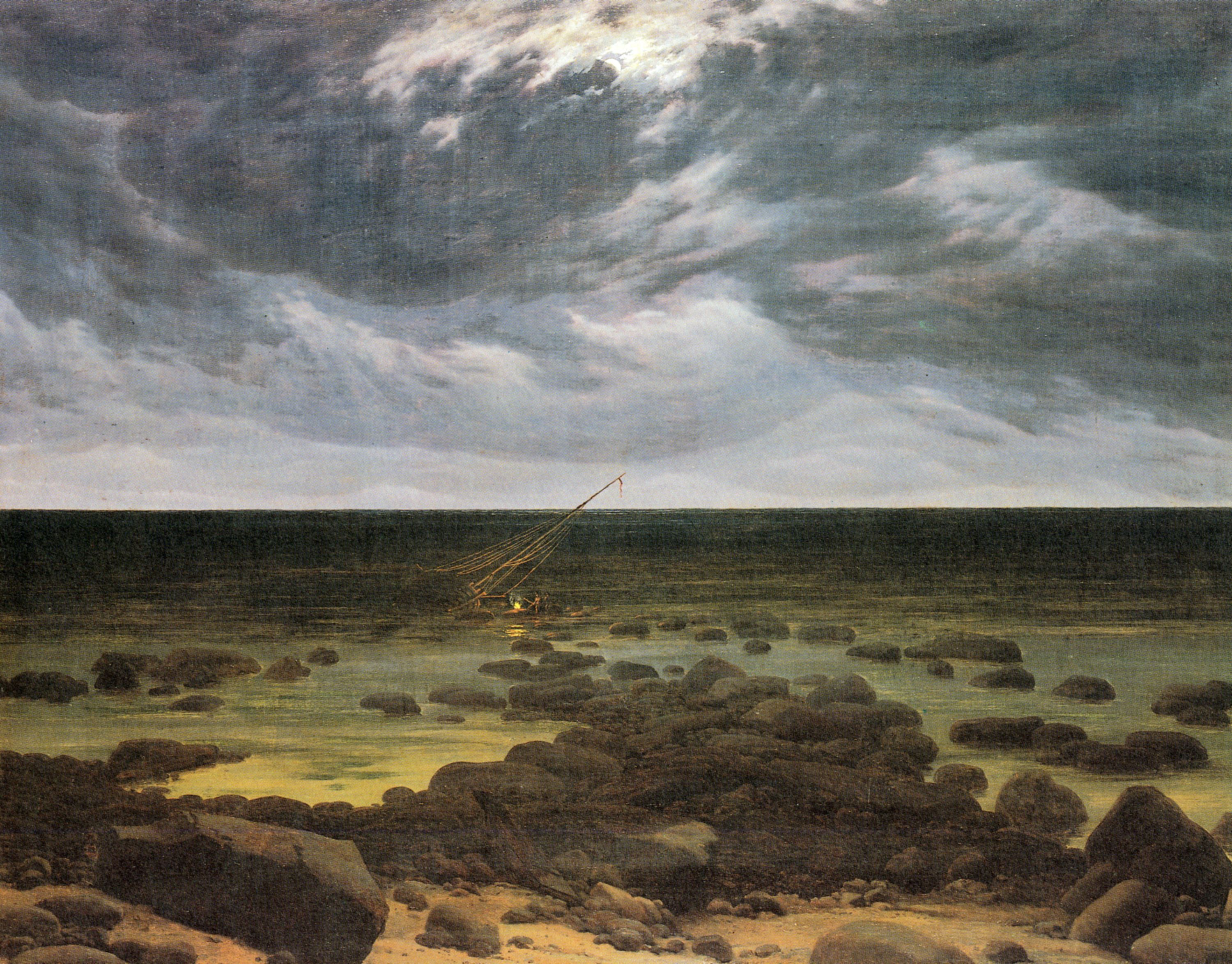
Caspar David Friedrich – Meeresküste bei Mondschein mit Schiffswrack, 1830–1835, Alte Nationalgalerie

Alle, auch die entfernten Schiffe, nähern sich in der leichten Abendbrise einem steinigen Ufer ohne Anlegebrücke oder Andeutung eines Hafens und gefährden sich damit durch eine bewusste Legerwall-Position. In dem etwa zeitgleich entstandenen Bild Meeresküste bei Mondschein mit Schiffswrack ist ein ähnliches Ufer einem Schiff schon zum Verhängnis geworden – ein Ende der Ausfahrt steht bevor, aber ein guter Ausgang ist nicht gewiss. 
Der ältere Mann wendet dem Betrachter den Rücken zu und erinnert so an andere Rückenansichten im Werk des Künstlers. Die zentralperspektivische Darstellung der Uferformation zeigt einen pyramidalen Umriss, der sich mit kleinen Verschiebungen der Akzente im Arrangement der Figuren und der Schiffe wiederholt, was Friedrich mehrfach als Baseline auch in seinen Großkompositionen verwendet.

## Familienkonstellation und Metaphorik

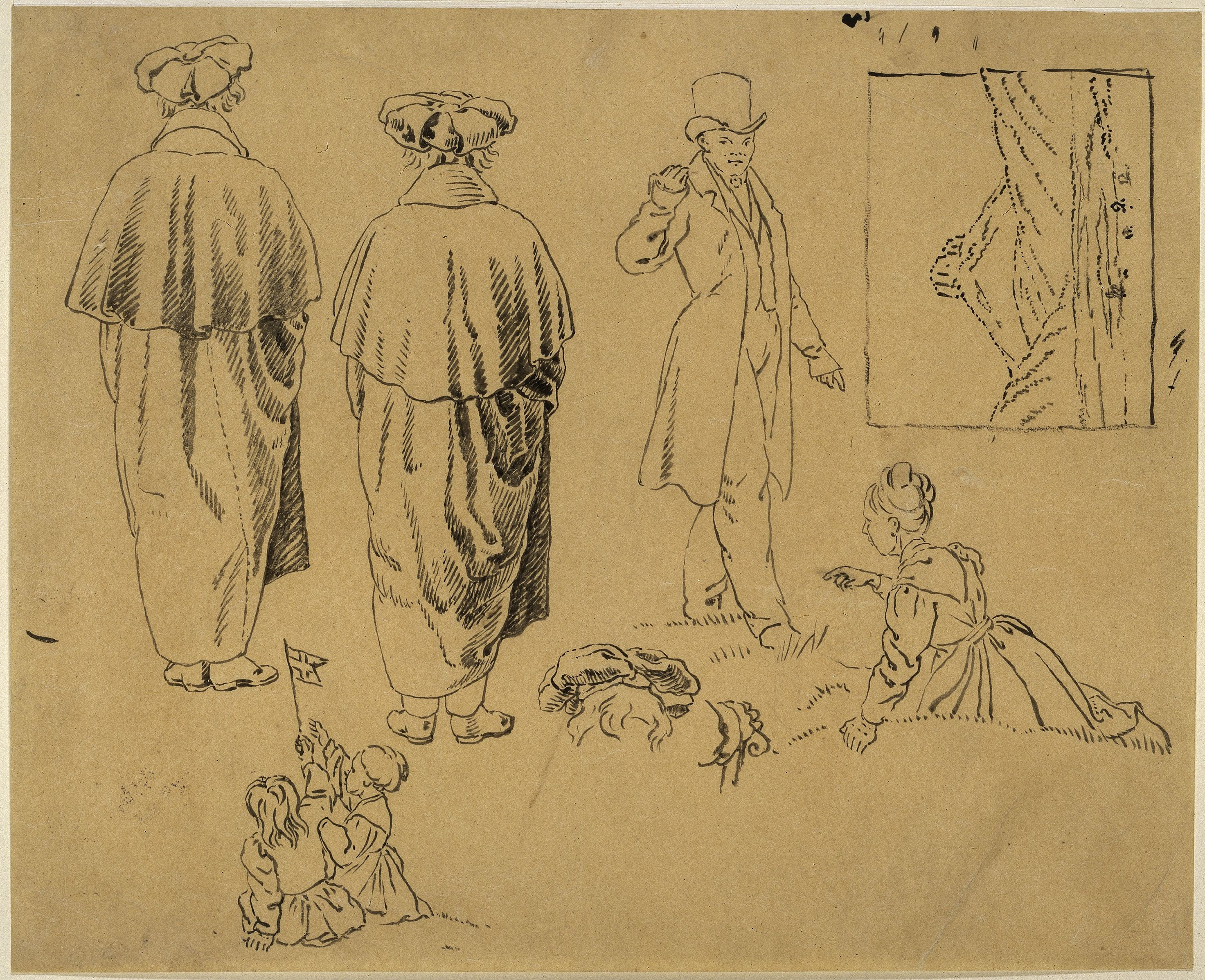
Skizze zum Gemälde, Kupferstichkabinett Berlin

Die Lebensphasen spiegeln sich sowohl bei den Personen, als auch bei den Booten wider. Der ältere Mann im Pelz lebt schon in einer anderen (Jahres-)Zeit und in der Distanz zu den anderen Figuren. Der schlanke jüngere Mann mit Zylinder zeigt Initiative und vermittelt zwischen dem Älteren und der Gruppe, die jüngere Frau ist auf die Kinder fokussiert. Die beiden transparent gezeichneten Boote am Horizont könnten Vergänglichkeit verkörpern, das große Segelboot mit den zwei kleineren im Vordergrund vielleicht Lebensnähe und Handlungszwänge der Figuren der Gruppe.

## Politischer Hintergrund

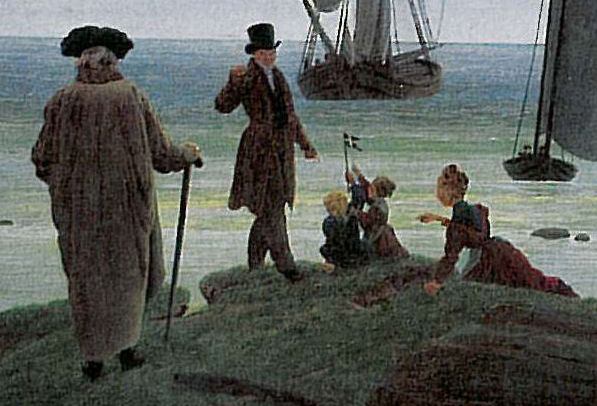
Ausschnitt: Kinder mit schwedischer Fahne

Friedrichs Geburtsort Greifswald gehörte mit Vorpommern von 1648 bis 1815 zu Schweden. Das Gemälde zeigt Friedrichs jüngere Tochter Agnes Adelheid und seinen Sohn Gustav Adolf 20 Jahre nach Greifswalds Eingliederung nach Preußen mit einem schwedischen Fähnchen. Der schwedische Literat Per Daniel Amadeus Atterbom schrieb über den Maler:
„Friedrich ist Pommer… und hält sich für einen halben Schweden“ (in Reisebilder aus dem romantischen Deutschland, 1859).
Der Blick geht über die Landzunge auf das freie Meer, hinter dem Schweden liegt. Schweden galt den liberaldemokratisch gesinnten Bürgern als das Land der freien Bauern. Friedrich ließ auch seinen Sohn, der das schwedische Fähnchen in der Hand hält, auf den Namen schwedischer Könige („Gustav Adolf“) taufen.